# Hedymiges
Hedymiges là một chi bướm đêm thuộc họ Noctuidae.